# Seuth Khampa
Seuth Khampa   (8 de setembre de 1962) és una velocista laosiana. Va competir en els 100 metres femenins als Jocs Olímpics d'Estiu de 1980. Va ser la primera dona laosiana que va representar Laos als Jocs Olímpics.